# 社会主义者和民主人士党
社会主义者和民主人士党（義大利語：Partito dei Socialisti e dei Democratici，縮寫為PSD）是圣马力诺的一个政党。该党成立于2005年2月18日，由聖馬力諾社會黨和民主人士党合并而成。该党的意识形态是社会民主主义、民主社会主义，该党的政治立场是中间偏左，主席是Matteo Rossi，总部位于博爾戈馬焦雷。该党的青年翼是“圣马力诺社会主义青年区域”。该党是社会党国际的成员和欧洲社会党的观察员党。